# Seis-Mono
Seis-Mono-Quexquémitl de Guerra (mixteca: Ñuñuu Dzico-Coo-Yodzo; antes de 1073-1101) fue una reina reinante de la ciudad-estado mixteca de Huachino («Bulto Rojo y Blanco» o «Bulto de Xipe») desde aproximadamente 1089 a 1101 en México actual. Ella controlaba a Huachino como su cogobernante junto a su esposo, Once-Viento. Seis-Mono también era la heredera al trono de la ciudad estado de Jaltepec («Montaña Eructante»), a través de su descendencia de la reina reinante Nueve-Viento.
La carrera de Seis-Mono se describe en muchos documentos contemporáneos, particularmente en el Códice Selden. Es conocida por su conflicto contra Ocho-Venado, una lucha que John M. D. Pohl del Museo Fowler ha descrito como «una Ilíada del pueblo mixteco».

## Biografía
Seis-Mono nació de Nueve-Viento y Diez-Águila, los gobernantes de Jaltepec, en algún momento antes de 1073. Ella era la hija mayor sobreviviente de la familia; tenía tres hermanos mayores, pero según el Códice Selden, los tres fueron sacrificados en Chalcatongo tras ser derrotados en batalla. Durante su infancia, Seis-Mono parece haber sido instruida por un sacerdote conocido como Diez-Lagarto. Los códices también describen a Seis-Mono viajando a un lugar llamado Templo de la Calavera en 1083, donde consultó al oráculo Nueve-Hierba en busca de consejo.
Seis-Mono se casó con Once-Viento, el gobernante de Huachino, en 1089. Luego tuvo dos hijos: Cuatro-Viento, nacido en 1092, y Uno-Caimán, nacido en 1095. Después de su matrimonio, Seis-Mono pretendía consolidar su poder. Durante este período, los embajadores de Seis-Mono fueron insultados por Seis-Lagarto y Dos-Caimán, lo que la llevó a consultar a Nueve-Hierba nuevamente para obtener ayuda y apoyo militar. Una vez que se aseguró el apoyo de Nueve-Hierba, Seis-Mono derrotó a ambos señores en la batalla y quemó sus ciudades. Posteriormente se sacrificaron dos caimanes en Jaltepec, mientras que seis lagartos fueron sacrificados en Huachino. Seis-Mono cambió su sobrenombre después de esta victoria; anteriormente apodada «Serpiente Quexquémitl», adoptó en su lugar el nombre de «Guerra Quexquémitl».

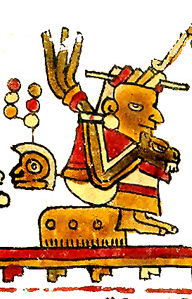
Seis-Mono, según el Códice Selden.

El conflicto más importante del reinado de Seis-Mono fue su guerra contra Ocho-Venado. Jansen y Pérez Jiménez sostienen que Ocho-Venado buscaba acabar con los descendientes de la primera esposa de su padre; estos descendientes incluían al marido de Seis-Mono, Once-Viento, enredándola así en el conflicto. Durante esta guerra, Ocho-Venado conquistó Huachino aproximadamente en 1101 y sacrificó a Once-Viento y Seis-Mono después de su victoria. Algunos documentos contemporáneos sobre el reinado de Seis-Mono, como el Códice Selden y el Códice Añute, omiten mencionar su caída y muerte.
El hijo mayor de Seis-Mono, Cuatro-Viento, sobrevivió a la conquista de Huachino. Más tarde, Cuatro-Viento se casaría con la hija de Ocho-Venado, Diez-Flor, un matrimonio que se destacó por unir las dinastías reales de Jaltepec, Huachino y Tilantongo. Cuatro-Viento también orquestó el asesinato de Ocho-Venado en 1115. La lucha entre las familias de Seis-Mono y Ocho-Venado se informó en múltiples códices, lo que sugiere que el ascenso y la caída de Seis-Mono era una narrativa bien conocida en la región.